# European Le Mans Series 2022
European Le Mans Series 2022 – dziewiętnasty sezon serii wyścigowej European Le Mans Series organizowanej przez Automobile Club de l’Ouest (ACO). Rozpoczął się on 17 kwietnia wyścigiem na torze Paul Ricard, a zakończył się 16 października wyścigiem na Autódromo Internacional do Algarve.
Mistrzami kierowców zostali: Ferdinand Habsburg i Louis Delétraz (LMP2), Malthe Jakobsen, Maurice Smith oraz Michael Benham (LMP3), Christian Ried, Gianmaria Bruni i Lorenzo Ferrari (LMGTE).
Mistrzostwo zespołów wywalczyli: Prema Racing (LMP2), COOL Racing (LMP3) oraz Proton Competition (LMGTE).

## Kalendarz
Kalendarz został ogłoszony 17 września 2021 roku. W porównaniu do sezonu 2021 z kalendarza zniknęły tory Monza i Red Bull Ring. Tor Imola powrócił do kalendarza po 5 sezonach nieobecności. Tor Hungaroring miał powrócić do kalendarza po raz pierwszy od sezonu 2013, ale 28 lutego 2022 roku ogłoszono, że zamiast niego wyścig będzie gościć włoski tor Monza.
| Runda | Wyścig                       | Tor                                | Lokalizacja           | Data            |
| ----- | ---------------------------- | ---------------------------------- | --------------------- | --------------- |
| 1     | 4 Hours of Le Castellet      | Circuit Paul Ricard                | Le Castellet, Francja | 17 kwietnia     |
| 2     | 4 Hours of Imola             | Autodromo Enzo e Dino Ferrari      | Imola, Włochy         | 15 maja         |
| 3     | 4 Hours of Monza             | Autodromo Nazionale di Monza       | Monza, Włochy         | 3 lipca         |
| 4     | 4 Hours of Barcelona         | Circuit de Barcelona-Catalunya     | Montmeló, Hiszpania   | 28 sierpnia     |
| 5     | 4 Hours of Spa-Francorchamps | Circuit de Spa-Francorchamps       | Stavelot, Belgia      | 25 września     |
| 6     | 4 Hours of Portimão          | Autódromo Internacional do Algarve | Portimão, Portugalia  | 16 października |

## Lista startowa

### LMP2
Wszystkie samochody w klasie LMP2 używały silników Gibson GK 428 V8 oraz opon Goodyear.
Klasyfikacja LMP2 Pro-Am składała się z zespołów, które w składzie miały kierowców z brązową kategorią FIA.
| Zespół                    | Samochód | Nr | K  | Kierowcy                 | Rundy     | Źródła                            |
| ------------------------- | -------- | -- | -- | ------------------------ | --------- | --------------------------------- |
| Prema Racing              | Oreca 07 | 9  | P2 | Ferdinand Habsburg       | Wszystkie | [ 6 ] [ 7 ] [ 8 ] [ 9 ]           |
| Prema Racing              | Oreca 07 | 9  | P2 | Louis Delétraz           | Wszystkie | [ 6 ] [ 7 ] [ 8 ] [ 9 ]           |
| Prema Racing              | Oreca 07 | 9  | P2 | Lorenzo Colombo          | 1–4       | [ 6 ] [ 7 ] [ 8 ] [ 9 ]           |
| Prema Racing              | Oreca 07 | 9  | P2 | Juan Manuel Correa       | 5–6       | [ 6 ] [ 7 ] [ 8 ] [ 9 ]           |
| Algarve Pro Racing        | Oreca 07 | 19 | P2 | Bent Viscaal             | Wszystkie | [ 12 ] [ 13 ]                     |
| Algarve Pro Racing        | Oreca 07 | 19 | P2 | Sophia Flörsch           | 1–4       | [ 12 ] [ 13 ]                     |
| Algarve Pro Racing        | Oreca 07 | 19 | P2 | Filip Ugran              | 5–6       | [ 12 ] [ 13 ]                     |
| Algarve Pro Racing        | Oreca 07 | 47 | PA | John Falb                | Wszystkie | [ 12 ]                            |
| Algarve Pro Racing        | Oreca 07 | 47 | PA | James Allen              | Wszystkie | [ 12 ]                            |
| Algarve Pro Racing        | Oreca 07 | 47 | PA | Alexander Peroni         | Wszystkie | [ 12 ]                            |
| Mühlner Motorsport        | Oreca 07 | 21 | P2 | Matthias Kaiser          | Wszystkie | [ 14 ] [ 7 ] [ 12 ]               |
| Mühlner Motorsport        | Oreca 07 | 21 | P2 | Thomas Laurent           | Wszystkie | [ 14 ] [ 7 ] [ 12 ]               |
| Mühlner Motorsport        | Oreca 07 | 21 | P2 | Ugo de Wilde             | Wszystkie | [ 14 ] [ 7 ] [ 12 ]               |
| United Autosports         | Oreca 07 | 22 | P2 | Tom Gamble               | Wszystkie | [ 15 ] [ 16 ]                     |
| United Autosports         | Oreca 07 | 22 | P2 | Philip Hanson            | Wszystkie | [ 15 ] [ 16 ]                     |
| United Autosports         | Oreca 07 | 22 | P2 | Duncan Tappy             | Wszystkie | [ 15 ] [ 16 ]                     |
| Nielsen Racing            | Oreca 07 | 24 | PA | Rodrigo Sales            | Wszystkie | [ 14 ] [ 17 ] [ 7 ]               |
| Nielsen Racing            | Oreca 07 | 24 | PA | Matthew Bell             | Wszystkie | [ 14 ] [ 17 ] [ 7 ]               |
| Nielsen Racing            | Oreca 07 | 24 | PA | Ben Hanley               | Wszystkie | [ 14 ] [ 17 ] [ 7 ]               |
| IDEC Sport                | Oreca 07 | 28 | P2 | Paul Lafargue            | Wszystkie | [ 14 ] [ 7 ]                      |
| IDEC Sport                | Oreca 07 | 28 | P2 | Paul-Loup Chatin         | Wszystkie | [ 14 ] [ 7 ]                      |
| IDEC Sport                | Oreca 07 | 28 | P2 | Patrick Pilet            | Wszystkie | [ 14 ] [ 7 ]                      |
| Duqueine Team             | Oreca 07 | 30 | P2 | Richard Bradley          | Wszystkie | [ 14 ] [ 7 ] [ 18 ] [ 19 ] [ 20 ] |
| Duqueine Team             | Oreca 07 | 30 | P2 | Memo Rojas               | Wszystkie | [ 14 ] [ 7 ] [ 18 ] [ 19 ] [ 20 ] |
| Duqueine Team             | Oreca 07 | 30 | P2 | Reshad De Gerus          | 1–3       | [ 14 ] [ 7 ] [ 18 ] [ 19 ] [ 20 ] |
| Duqueine Team             | Oreca 07 | 30 | P2 | Anders Fjordbach         | 4         | [ 14 ] [ 7 ] [ 18 ] [ 19 ] [ 20 ] |
| Duqueine Team             | Oreca 07 | 30 | P2 | Mathieu de Barbuat       | 5         | [ 14 ] [ 7 ] [ 18 ] [ 19 ] [ 20 ] |
| Duqueine Team             | Oreca 07 | 30 | P2 | Rui Andrade              | 6         | [ 14 ] [ 7 ] [ 18 ] [ 19 ] [ 20 ] |
| TDS Racing x Vaillante    | Oreca 07 | 31 | PA | Philippe Cimadomo        | Wszystkie | [ 14 ] [ 7 ]                      |
| TDS Racing x Vaillante    | Oreca 07 | 31 | PA | Mathias Beche            | Wszystkie | [ 14 ] [ 7 ]                      |
| TDS Racing x Vaillante    | Oreca 07 | 31 | PA | Tijmen van der Helm      | Wszystkie | [ 14 ] [ 7 ]                      |
| Racing Team Turkey        | Oreca 07 | 34 | PA | Salih Yoluç              | Wszystkie | [ 21 ] [ 22 ]                     |
| Racing Team Turkey        | Oreca 07 | 34 | PA | Charlie Eastwood         | Wszystkie | [ 21 ] [ 22 ]                     |
| Racing Team Turkey        | Oreca 07 | 34 | PA | Jack Aitken              | 1–4, 6    | [ 21 ] [ 22 ]                     |
| Racing Team Turkey        | Oreca 07 | 34 | PA | Will Stevens             | 5         | [ 21 ] [ 22 ]                     |
| BHK Motorsport            | Oreca 07 | 35 | P2 | Markus Pommer            | Wszystkie | [ 23 ] [ 7 ]                      |
| BHK Motorsport            | Oreca 07 | 35 | P2 | Sergio Campana           | Wszystkie | [ 23 ] [ 7 ]                      |
| BHK Motorsport            | Oreca 07 | 35 | P2 | Francesco Dracone        | 2–6       | [ 23 ] [ 7 ]                      |
| COOL Racing               | Oreca 07 | 37 | P2 | Nicolas Lapierre         | Wszystkie | [ 14 ] [ 7 ]                      |
| COOL Racing               | Oreca 07 | 37 | P2 | Niklas Krütten           | Wszystkie | [ 14 ] [ 7 ]                      |
| COOL Racing               | Oreca 07 | 37 | P2 | Yifei Ye                 | Wszystkie | [ 14 ] [ 7 ]                      |
| Graff Racing              | Oreca 07 | 40 | PA | Eric Trouillet           | 1–3       | [ 7 ] [ 12 ]                      |
| Graff Racing              | Oreca 07 | 40 | PA | Sébastien Page           | 1–3       | [ 7 ] [ 12 ]                      |
| Graff Racing              | Oreca 07 | 40 | PA | David Droux              | 1–3       | [ 7 ] [ 12 ]                      |
| Inter Europol Competition | Oreca 07 | 43 | P2 | Pietro Fittipaldi        | Wszystkie | [ 24 ]                            |
| Inter Europol Competition | Oreca 07 | 43 | P2 | David Heinemeier Hansson | Wszystkie | [ 24 ]                            |
| Inter Europol Competition | Oreca 07 | 43 | P2 | Fabio Scherer            | Wszystkie | [ 24 ]                            |
| Team Virage               | Oreca 07 | 51 | PA | Rob Hodes                | Wszystkie | [ 25 ] [ 7 ] [ 26 ] [ 18 ]        |
| Team Virage               | Oreca 07 | 51 | PA | Gabriel Aubry            | Wszystkie | [ 25 ] [ 7 ] [ 26 ] [ 18 ]        |
| Team Virage               | Oreca 07 | 51 | PA | Jazeman Jaafar           | 1–3       | [ 25 ] [ 7 ] [ 26 ] [ 18 ]        |
| Team Virage               | Oreca 07 | 51 | PA | Ian Rodríguez            | 4–6       | [ 25 ] [ 7 ] [ 26 ] [ 18 ]        |
| Panis Racing              | Oreca 07 | 65 | P2 | Nico Jamin               | Wszystkie | [ 14 ] [ 27 ]                     |
| Panis Racing              | Oreca 07 | 65 | P2 | Job van Uitert           | Wszystkie | [ 14 ] [ 27 ]                     |
| Panis Racing              | Oreca 07 | 65 | P2 | Julien Canal             | Wszystkie | [ 14 ] [ 27 ]                     |
| AF Corse                  | Oreca 07 | 88 | PA | François Perrodo         | Wszystkie | [ 28 ] [ 29 ] [ 7 ]               |
| AF Corse                  | Oreca 07 | 88 | PA | Nicklas Nielsen          | Wszystkie | [ 28 ] [ 29 ] [ 7 ]               |
| AF Corse                  | Oreca 07 | 88 | PA | Alessio Rovera           | Wszystkie | [ 28 ] [ 29 ] [ 7 ]               |
| Listy startowe            |          |    |    |                          |           |                                   |

| Ikona | Klasyfikacja          |
| ----- | --------------------- |
| P2    | Tylko LMP2            |
| PA    | LMP2 oraz LMP2 Pro-Am |

### LMP3
Zgodnie z regulacjami LMP3 z 2020 roku wszystkie prototypy LMP3 korzystały z silników Nissan VK56 oraz opon Michelin.
| Zespół                    | Samochód           | Nr | Kierowcy                    | Rundy     | Źródła              |
| ------------------------- | ------------------ | -- | --------------------------- | --------- | ------------------- |
| United Autosports         | Ligier JS P320     | 2  | Joshua Caygill              | Wszystkie | [ 7 ] [ 38 ]        |
| United Autosports         | Ligier JS P320     | 2  | Bailey Voisin               | Wszystkie | [ 7 ] [ 38 ]        |
| United Autosports         | Ligier JS P320     | 2  | Finn Gehrsitz               | Wszystkie | [ 7 ] [ 38 ]        |
| United Autosports         | Ligier JS P320     | 3  | Andrew Bentley              | Wszystkie | [ 39 ] [ 16 ] [ 7 ] |
| United Autosports         | Ligier JS P320     | 3  | Kay van Berlo               | Wszystkie | [ 39 ] [ 16 ] [ 7 ] |
| United Autosports         | Ligier JS P320     | 3  | James McGuire               | 1, 3–6    | [ 39 ] [ 16 ] [ 7 ] |
| DKR Engineering           | Duqueine M30 – D08 | 4  | Sebastián Álvarez           | Wszystkie | [ 7 ] [ 12 ]        |
| DKR Engineering           | Duqueine M30 – D08 | 4  | Alexander Bukhantsov        | Wszystkie | [ 7 ] [ 12 ]        |
| DKR Engineering           | Duqueine M30 – D08 | 4  | Tom Van Rompuy              | 1–2, 5–6  | [ 7 ] [ 12 ]        |
| DKR Engineering           | Duqueine M30 – D08 | 4  | James Winslow               | 3         | [ 7 ] [ 12 ]        |
| RLR MSport                | Ligier JS P320     | 5  | Michael Jensen              | Wszystkie | [ 7 ]               |
| RLR MSport                | Ligier JS P320     | 5  | Nick Adcock                 | Wszystkie | [ 7 ]               |
| RLR MSport                | Ligier JS P320     | 5  | Alex Kapadia                | Wszystkie | [ 7 ]               |
| RLR MSport                | Ligier JS P320     | 15 | Horst Felbermayr Jr.        | Wszystkie | [ 7 ]               |
| RLR MSport                | Ligier JS P320     | 15 | Valentino Catalano          | Wszystkie | [ 7 ]               |
| RLR MSport                | Ligier JS P320     | 15 | Austin McCusker             | Wszystkie | [ 7 ]               |
| 360 Racing                | Ligier JS P320     | 6  | Ross Kaiser                 | Wszystkie | [ 40 ] [ 20 ]       |
| 360 Racing                | Ligier JS P320     | 6  | Terrence Woodward           | Wszystkie | [ 40 ] [ 20 ]       |
| 360 Racing                | Ligier JS P320     | 6  | Mark Richards               | 1–5       | [ 40 ] [ 20 ]       |
| 360 Racing                | Ligier JS P320     | 6  | Santiago Concepción Serrano | 6         | [ 40 ] [ 20 ]       |
| Nielsen Racing            | Ligier JS P320     | 7  | Anthony Wells               | 1–3, 5–6  | [ 7 ]               |
| Nielsen Racing            | Ligier JS P320     | 7  | James Littlejohn            | 1–3, 5–6  | [ 7 ]               |
| Eurointernational         | Ligier JS P320     | 10 | Xavier Lloveras             | Wszystkie | [ 12 ] [ 41 ]       |
| Eurointernational         | Ligier JS P320     | 10 | Glenn van Berlo             | 1–4       | [ 12 ] [ 41 ]       |
| Eurointernational         | Ligier JS P320     | 10 | Miguel Cristóvão            | 5–6       | [ 12 ] [ 41 ]       |
| Eurointernational         | Ligier JS P320     | 10 | Tom Cloet                   | 1         | [ 12 ] [ 41 ]       |
| Eurointernational         | Ligier JS P320     | 10 | Adrien Chila                | 2–3       | [ 12 ] [ 41 ]       |
| Eurointernational         | Ligier JS P320     | 10 | Freddie Hunt                | 4         | [ 12 ] [ 41 ]       |
| Eurointernational         | Ligier JS P320     | 11 | Max Koebolt                 | 1–5       | [ 7 ] [ 12 ]        |
| Eurointernational         | Ligier JS P320     | 11 | Jérôme de Sadeleer          | 2–5       | [ 7 ] [ 12 ]        |
| Eurointernational         | Ligier JS P320     | 11 | Marcos Siebert              | 1         | [ 7 ] [ 12 ]        |
| Eurointernational         | Ligier JS P320     | 11 | Adrien Chila                | 1         | [ 7 ] [ 12 ]        |
| Eurointernational         | Ligier JS P320     | 11 | Louis Rousset               | 4         | [ 7 ] [ 12 ]        |
| Eurointernational         | Ligier JS P320     | 11 | Santiago Concepción Serrano | 5         | [ 7 ] [ 12 ]        |
| Inter Europol Competition | Ligier JS P320     | 13 | Charles Crews               | Wszystkie | [ 24 ] [ 12 ]       |
| Inter Europol Competition | Ligier JS P320     | 13 | Nicolas Pino                | Wszystkie | [ 24 ] [ 12 ]       |
| Inter Europol Competition | Ligier JS P320     | 13 | Guilherme Oliveira          | Wszystkie | [ 24 ] [ 12 ]       |
| Inter Europol Competition | Ligier JS P320     | 14 | James Dayson                | Wszystkie | [ 24 ] [ 42 ]       |
| Inter Europol Competition | Ligier JS P320     | 14 | Noam Abramczyk              | Wszystkie | [ 24 ] [ 42 ]       |
| Inter Europol Competition | Ligier JS P320     | 14 | Mateusz Kaprzyk             | Wszystkie | [ 24 ] [ 42 ]       |
| COOL Racing               | Ligier JS P320     | 17 | Maurice Smith               | Wszystkie | [ 7 ]               |
| COOL Racing               | Ligier JS P320     | 17 | Michael Benham              | Wszystkie | [ 7 ]               |
| COOL Racing               | Ligier JS P320     | 17 | Malthe Jakobsen             | Wszystkie | [ 7 ]               |
| COOL Racing               | Ligier JS P320     | 27 | Nicolas Maulini             | Wszystkie | [ 7 ]               |
| COOL Racing               | Ligier JS P320     | 27 | Jean-Ludovic Foubert        | Wszystkie | [ 7 ]               |
| COOL Racing               | Ligier JS P320     | 27 | Antoine Doquin              | Wszystkie | [ 7 ]               |
| Listy startowe            |                    |    |                             |           |                     |

### LMGTE
Wszystkie samochody korzystały z opon Goodyear.
| Zespół                    | Samochód                 | Silnik                        | Nr | Kierowcy            | Rundy     | Źródła              |
| ------------------------- | ------------------------ | ----------------------------- | -- | ------------------- | --------- | ------------------- |
| Absolute Racing           | Porsche 911 RSR-19       | Porsche 4.2 L Flat-6          | 18 | Andrew Haryanto     | Wszystkie | [ 7 ] [ 43 ]        |
| Absolute Racing           | Porsche 911 RSR-19       | Porsche 4.2 L Flat-6          | 18 | Alessio Picariello  | Wszystkie | [ 7 ] [ 43 ]        |
| Absolute Racing           | Porsche 911 RSR-19       | Porsche 4.2 L Flat-6          | 18 | Martin Rump         | Wszystkie | [ 7 ] [ 43 ]        |
| Rinaldi Racing            | Ferrari 488 GTE Evo      | Ferrari F154CB 3.9 L Turbo V8 | 32 | Nicolas Varrone     | Wszystkie | [ 7 ] [ 44 ]        |
| Rinaldi Racing            | Ferrari 488 GTE Evo      | Ferrari F154CB 3.9 L Turbo V8 | 32 | Pierre Ehret        | 1–5       | [ 7 ] [ 44 ]        |
| Rinaldi Racing            | Ferrari 488 GTE Evo      | Ferrari F154CB 3.9 L Turbo V8 | 32 | Diego Alessi        | 4–6       | [ 7 ] [ 44 ]        |
| Rinaldi Racing            | Ferrari 488 GTE Evo      | Ferrari F154CB 3.9 L Turbo V8 | 32 | Gabriele Lancieri   | 2–3       | [ 7 ] [ 44 ]        |
| Rinaldi Racing            | Ferrari 488 GTE Evo      | Ferrari F154CB 3.9 L Turbo V8 | 32 | Memo Gidley         | 1         | [ 7 ] [ 44 ]        |
| Rinaldi Racing            | Ferrari 488 GTE Evo      | Ferrari F154CB 3.9 L Turbo V8 | 33 | Christian Hook      | 1–3, 6    | [ 7 ] [ 45 ]        |
| Rinaldi Racing            | Ferrari 488 GTE Evo      | Ferrari F154CB 3.9 L Turbo V8 | 33 | Fabrizio Crestani   | 1–3, 6    | [ 7 ] [ 45 ]        |
| Rinaldi Racing            | Ferrari 488 GTE Evo      | Ferrari F154CB 3.9 L Turbo V8 | 33 | Óscar Tunjo         | 1–2       | [ 7 ] [ 45 ]        |
| Rinaldi Racing            | Ferrari 488 GTE Evo      | Ferrari F154CB 3.9 L Turbo V8 | 33 | Jeroen Bleekemolen  | 3, 6      | [ 7 ] [ 45 ]        |
| Spirit Of Race            | Ferrari 488 GTE Evo      | Ferrari F154CB 3.9 L Turbo V8 | 55 | Duncan Cameron      | 1–4       | [ 7 ]               |
| Spirit Of Race            | Ferrari 488 GTE Evo      | Ferrari F154CB 3.9 L Turbo V8 | 55 | Matthew Griffin     | 1–4       | [ 7 ]               |
| Spirit Of Race            | Ferrari 488 GTE Evo      | Ferrari F154CB 3.9 L Turbo V8 | 55 | David Perel         | 1–4       | [ 7 ]               |
| Kessel Racing             | Ferrari 488 GTE Evo      | Ferrari F154CB 3.9 L Turbo V8 | 57 | Mikkel Jensen       | Wszystkie | [ 7 ] [ 46 ] [ 47 ] |
| Kessel Racing             | Ferrari 488 GTE Evo      | Ferrari F154CB 3.9 L Turbo V8 | 57 | Frederik Schandorff | Wszystkie | [ 7 ] [ 46 ] [ 47 ] |
| Kessel Racing             | Ferrari 488 GTE Evo      | Ferrari F154CB 3.9 L Turbo V8 | 57 | Takeshi Kimura      | 1–4, 6    | [ 7 ] [ 46 ] [ 47 ] |
| Kessel Racing             | Ferrari 488 GTE Evo      | Ferrari F154CB 3.9 L Turbo V8 | 57 | Conrad Grunewald    | 5         | [ 7 ] [ 46 ] [ 47 ] |
| Iron Lynx                 | Ferrari 488 GTE Evo      | Ferrari F154CB 3.9 L Turbo V8 | 60 | Claudio Schiavoni   | Wszystkie | [ 7 ] [ 48 ]        |
| Iron Lynx                 | Ferrari 488 GTE Evo      | Ferrari F154CB 3.9 L Turbo V8 | 60 | Davide Rigon        | Wszystkie | [ 7 ] [ 48 ]        |
| Iron Lynx                 | Ferrari 488 GTE Evo      | Ferrari F154CB 3.9 L Turbo V8 | 60 | Matteo Cressoni     | Wszystkie | [ 7 ] [ 48 ]        |
| Iron Lynx                 | Ferrari 488 GTE Evo      | Ferrari F154CB 3.9 L Turbo V8 | 83 | Michelle Gatting    | Wszystkie | [ 7 ] [ 48 ] [ 41 ] |
| Iron Lynx                 | Ferrari 488 GTE Evo      | Ferrari F154CB 3.9 L Turbo V8 | 83 | Sarah Bovy          | Wszystkie | [ 7 ] [ 48 ] [ 41 ] |
| Iron Lynx                 | Ferrari 488 GTE Evo      | Ferrari F154CB 3.9 L Turbo V8 | 83 | Rahel Frey          | 1–3       | [ 7 ] [ 48 ] [ 41 ] |
| Iron Lynx                 | Ferrari 488 GTE Evo      | Ferrari F154CB 3.9 L Turbo V8 | 83 | Doriane Pin         | 4–6       | [ 7 ] [ 48 ] [ 41 ] |
| JMW Motorsport            | Ferrari 488 GTE Evo      | Ferrari F154CB 3.9 L Turbo V8 | 66 | Giacomo Petrobelli  | Wszystkie | [ 7 ] [ 49 ] [ 41 ] |
| JMW Motorsport            | Ferrari 488 GTE Evo      | Ferrari F154CB 3.9 L Turbo V8 | 66 | Sean Hudspeth       | Wszystkie | [ 7 ] [ 49 ] [ 41 ] |
| JMW Motorsport            | Ferrari 488 GTE Evo      | Ferrari F154CB 3.9 L Turbo V8 | 66 | Matthew Payne       | 1–3, 5–6  | [ 7 ] [ 49 ] [ 41 ] |
| JMW Motorsport            | Ferrari 488 GTE Evo      | Ferrari F154CB 3.9 L Turbo V8 | 66 | Miguel Molina       | 4         | [ 7 ] [ 49 ] [ 41 ] |
| Oman Racing with TF Sport | Aston Martin Vantage AMR | Aston Martin 4.0 L Turbo V8   | 69 | Ahmad Al Harthy     | Wszystkie | [ 50 ]              |
| Oman Racing with TF Sport | Aston Martin Vantage AMR | Aston Martin 4.0 L Turbo V8   | 69 | Samuel De Haan      | Wszystkie | [ 50 ]              |
| Oman Racing with TF Sport | Aston Martin Vantage AMR | Aston Martin 4.0 L Turbo V8   | 69 | Marco Sørensen      | Wszystkie | [ 50 ]              |
| Oman Racing with TF Sport | Aston Martin Vantage AMR | Aston Martin 4.0 L Turbo V8   | 95 | John Hartshorne     | Wszystkie | [ 51 ] [ 7 ]        |
| Oman Racing with TF Sport | Aston Martin Vantage AMR | Aston Martin 4.0 L Turbo V8   | 95 | Jonny Adam          | Wszystkie | [ 51 ] [ 7 ]        |
| Oman Racing with TF Sport | Aston Martin Vantage AMR | Aston Martin 4.0 L Turbo V8   | 95 | Henrique Chaves     | Wszystkie | [ 51 ] [ 7 ]        |
| Proton Competition        | Porsche 911 RSR-19       | Porsche 4.2 L Flat-6          | 77 | Christian Ried      | Wszystkie | [ 7 ]               |
| Proton Competition        | Porsche 911 RSR-19       | Porsche 4.2 L Flat-6          | 77 | Gianmaria Bruni     | Wszystkie | [ 7 ]               |
| Proton Competition        | Porsche 911 RSR-19       | Porsche 4.2 L Flat-6          | 77 | Lorenzo Ferrari     | Wszystkie | [ 7 ]               |
| Proton Competition        | Porsche 911 RSR-19       | Porsche 4.2 L Flat-6          | 93 | Michael Fassbender  | Wszystkie | [ 7 ] [ 44 ]        |
| Proton Competition        | Porsche 911 RSR-19       | Porsche 4.2 L Flat-6          | 93 | Richard Lietz       | Wszystkie | [ 7 ] [ 44 ]        |
| Proton Competition        | Porsche 911 RSR-19       | Porsche 4.2 L Flat-6          | 93 | Zacharie Robichon   | Wszystkie | [ 7 ] [ 44 ]        |
| Listy startowe            |                          |                               |    |                     |           |                     |

Załoga #74 Kessel Racing z Michałem Broniszewskim w składzie była zgłoszona do rywalizacji w pełnym sezonie, jednak na początku kwietnia załoga ta wycofała się. Jej miejsce zajął zespół 360 Racing w kategorii LMP3.

## Wyniki
Pogrubienie oznacza zwycięzców wyścigu bez podziału na kategorie.
| Runda | Tor               | Pole position                                       | Zwycięzcy LMP2                                       | Zwycięzcy LMP2 Pro-Am                           | Zwycięzcy LMP3                                | Zwycięzcy LMGTE                                    | Wyniki             |
| ----- | ----------------- | --------------------------------------------------- | ---------------------------------------------------- | ----------------------------------------------- | --------------------------------------------- | -------------------------------------------------- | ------------------ |
| 1     | Paul Ricard       | #31 TDS Racing x Vaillante                          | #9 Prema Racing                                      | #34 Racing Team Turkey                          | #17 COOL Racing                               | #32 Rinaldi Racing                                 | Wyniki szczegółowe |
| 1     | Paul Ricard       | Philippe Cimadomo Mathias Beche Tijmen Van der Helm | Louis Delétraz Ferdinand Habsburg Lorenzo Colombo    | Jack Aitken Salih Yoluç Charlie Eastwood        | Maurice Smith Michael Benham Malthe Jakobsen  | Pierre Ehret Nicolas Varrone Memo Gidley           | Wyniki szczegółowe |
| 2     | Imola             | #88 AF Corse                                        | #9 Prema Racing                                      | #34 Racing Team Turkey                          | #2 United Autosports                          | #69 Oman Racing with TF Sport                      | Wyniki szczegółowe |
| 2     | Imola             | François Perrodo Nicklas Nielsen Alessio Rovera     | Louis Delétraz Ferdinand Habsburg Lorenzo Colombo    | Jack Aitken Salih Yoluç Charlie Eastwood        | Andrew Bentley Kay van Berlo                  | Ahmad Al Harthy Sam De Haan Marco Sørensen         | Wyniki szczegółowe |
| 3     | Monza             | #31 TDS Racing x Vaillante                          | #28 IDEC Sport                                       | #24 Nielsen Racing                              | #13 Inter Europol Competition                 | #60 Iron Lynx                                      | Wyniki szczegółowe |
| 3     | Monza             | Philippe Cimadomo Mathias Beche Tijmen Van der Helm | Paul Lafargue Paul-Loup Chatin Patrick Pilet         | Rodrigo Sales Matthew Bell Ben Hanley           | Nicolas Pino Charles Crews Guilherme Oliveira | Claudio Schiavoni Matteo Cressoni Davide Rigon     | Wyniki szczegółowe |
| 4     | Catalunya         | #65 Panis Racing                                    | #9 Prema Racing                                      | #88 AF Corse                                    | #13 Inter Europol Competition                 | #77 Proton Competition                             | Wyniki szczegółowe |
| 4     | Catalunya         | Julien Canal Job van Uitert Nicolas Jamin           | Louis Delétraz Ferdinand Habsburg Lorenzo Colombo    | François Perrodo Nicklas Nielsen Alessio Rovera | Nicolas Pino Charles Crews Guilherme Oliveira | Christian Ried Lorenzo Ferrari Gianmaria Bruni     | Wyniki szczegółowe |
| 5     | Spa-Francorchamps | #37 COOL Racing                                     | #22 United Autosports                                | #34 Racing Team Turkey                          | #13 Inter Europol Competition                 | #57 Kessel Racing                                  | Wyniki szczegółowe |
| 5     | Spa-Francorchamps | Nicolas Lapierre Niklas Krütten Yifei Ye            | Tom Gamble Duncan Tappy Philip Hanson                | Will Stevens Salih Yoluç Charlie Eastwood       | Nicolas Pino Charles Crews Guilherme Oliveira | Conrad Grunewald Frederik Schandorff Mikkel Jensen | Wyniki szczegółowe |
| 6     | Portimão          | #34 Racing Team Turkey                              | #9 Prema Racing                                      | #34 Racing Team Turkey                          | #17 COOL Racing                               | #83 Iron Lynx                                      | Wyniki szczegółowe |
| 6     | Portimão          | Jack Aitken Salih Yoluç Charlie Eastwood            | Louis Delétraz Ferdinand Habsburg Juan Manuel Correa | Jack Aitken Salih Yoluç Charlie Eastwood        | Malthe Jakobsen Maurice Smith Michael Benham  | Sarah Bovy Michelle Gatting Doriane Pin            | Wyniki szczegółowe |

## Klasyfikacje
| Pozycja | 1  | 2  | 3  | 4  | 5  | 6 | 7 | 8 | 9 | 10 | PP |
| ------- | -- | -- | -- | -- | -- | - | - | - | - | -- | -- |
| Punkty  | 25 | 18 | 15 | 12 | 10 | 8 | 6 | 4 | 2 | 1  | 1  |

### LMP2

#### Kierowcy
| Poz.                     | Kierowca                                                 | LEC                      | IMO                      | MNZ                      | CAT                      | SPA                      | POR                      | Punkty                   |
| Klasyfikacja ogólna LMP2 | Klasyfikacja ogólna LMP2                                 | Klasyfikacja ogólna LMP2 | Klasyfikacja ogólna LMP2 | Klasyfikacja ogólna LMP2 | Klasyfikacja ogólna LMP2 | Klasyfikacja ogólna LMP2 | Klasyfikacja ogólna LMP2 | Klasyfikacja ogólna LMP2 |
| ------------------------ | -------------------------------------------------------- | ------------------------ | ------------------------ | ------------------------ | ------------------------ | ------------------------ | ------------------------ | ------------------------ |
| 1                        | Ferdinand Habsburg Louis Delétraz                        | 1                        | 1                        | 5                        | 1                        | 3                        | 1                        | 125                      |
| 2                        | Job van Uitert Julien Canal Nicolas Jamin                | 3                        | 4                        | 2                        | 2                        | 4                        | 2                        | 94                       |
| 3                        | Lorenzo Colombo                                          | 1                        | 1                        | 5                        | 1                        | –                        | –                        | 85                       |
| 4                        | Duncan Tappy Philip Hanson Tom Gamble                    | 7                        | 2                        | 4                        | 4                        | 1                        | NS                       | 73                       |
| 5                        | Nicolas Lapierre Niklas Krütten Yifei Ye                 | 5                        | 3                        | 8                        | 3                        | 5                        | 3                        | 70                       |
| 6                        | Patrick Pilet Paul Lafargue Paul-Loup Chatin             | 4                        | 5                        | 1                        | 13                       | NS                       | 7                        | 53                       |
| 7                        | Juan Manuel Correa                                       | –                        | –                        | –                        | –                        | 3                        | 1                        | 40                       |
| 8                        | Charlie Eastwood Salih Yoluç                             | 6                        | 7                        | 7                        | 10                       | 6                        | 6                        | 38                       |
| 9                        | Bent Viscaal                                             | 2                        | 8                        | 10                       | 12                       | 8                        | 5                        | 37                       |
| 10                       | David Heinemeier-Hansson Fabio Scherer Pietro Fittipaldi | 11                       | 9                        | 11                       | 16                       | 2                        | 4                        | 32                       |
| 11                       | Jack Aitken                                              | 6                        | 7                        | 7                        | 10                       | –                        | 6                        | 30                       |
| 12                       | Alessio Rovera François Perrodo Nicklas Nielsen          | 8                        | 14                       | 12                       | 5                        | 7                        | 8                        | 25                       |
| 13                       | Sophia Flörsch                                           | 2                        | 8                        | 10                       | 12                       | –                        | –                        | 23                       |
| 14                       | Memo Rojas Richard Bradley                               | 12                       | 6                        | NS                       | 6                        | 9                        | 9                        | 20                       |
| 15                       | Matthias Kaiser Thomas Laurent Ugo de Wilde              | 9                        | 11                       | 3                        | 9                        | NS                       | NS                       | 19                       |
| 16                       | Ben Hanley Matthew Bell Rodrigo Sales                    | 13                       | 12                       | 6                        | 7                        | 11                       | 10                       | 15                       |
| 17                       | Filip Ugran                                              | –                        | –                        | –                        | –                        | 8                        | 5                        | 14                       |
| 18                       | Reshad de Gerus                                          | 12                       | 6                        | NS                       | –                        | –                        | –                        | 8                        |
| 19                       | Anders Fjordbach                                         | –                        | –                        | –                        | 6                        | –                        | –                        | 8                        |
| 20                       | William Stevens                                          | –                        | –                        | –                        | –                        | 6                        | –                        | 8                        |
| 21                       | Alexander Peroni James Allen John Falb                   | 17                       | 15                       | 9                        | 8                        | 10                       | NS                       | 7                        |
| 22                       | Mathias Beche Philippe Cimadomo Tijmen van der Helm      | 10                       | 10                       | 13                       | 11                       | 12                       | 11                       | 4                        |
| 23                       | Mathieu de Barbuat                                       | –                        | –                        | –                        | –                        | 9                        | –                        | 2                        |
| 24                       | Rui Andrade                                              | –                        | –                        | –                        | –                        | –                        | 9                        | 2                        |
| 25                       | Markus Pommer Sergio Campana                             | 14                       | 16                       | 14                       | 15                       | 13                       | 12                       | 0                        |
| 26                       | Francesco Dracone                                        | –                        | 16                       | 14                       | 15                       | 13                       | 12                       | 0                        |
| 26                       | Gabriel Aubry Rob Hodes                                  | 15                       | NS                       | 15                       | 14                       | 14                       | NS                       | 0                        |
| 27                       | David Droux Eric Trouillet Sébastien Page                | 16                       | 13                       | 16                       | –                        | –                        | –                        | 0                        |
| 28                       | Ian Rodríguez                                            | –                        | –                        | –                        | 14                       | 14                       | NS                       | 0                        |
| 28                       | Jazeman Jaafar                                           | 15                       | NS                       | 15                       | –                        | –                        | –                        | 0                        |
| Klasyfikacja LMP2 Pro-Am |                                                          |                          |                          |                          |                          |                          |                          |                          |
| 1                        | Charlie Eastwood Salih Yoluç                             | 1                        | 1                        | 2                        | 4                        | 1                        | 1                        | 130                      |
| 2                        | Jack Aitken                                              | 1                        | 1                        | 2                        | 4                        | –                        | 1                        | 105                      |
| 3                        | Alessio Rovera François Perrodo Nicklas Nielsen          | 2                        | 5                        | 4                        | 1                        | 2                        | 2                        | 101                      |
| 4                        | Ben Hanley Matthew Bell Rodrigo Sales                    | 4                        | 3                        | 1                        | 2                        | 4                        | 3                        | 97                       |
| 5                        | Mathias Beche Philippe Cimadomo Tijmen van der Helm      | 3                        | 2                        | 5                        | 5                        | 5                        | 4                        | 75                       |
| 6                        | Alexander Peroni James Allen John Falb                   | 7                        | 6                        | 3                        | 3                        | 3                        | NS                       | 59                       |
| 7                        | Gabriel Aubry Rob Hodes                                  | 5                        | NS                       | 6                        | 6                        | 6                        | NS                       | 34                       |
| 8                        | David Droux Eric Trouillet Sébastien Page                | 6                        | 4                        | 7                        | –                        | –                        | –                        | 26                       |
| 9                        | William Stevens                                          | –                        | –                        | –                        | –                        | 1                        | –                        | 25                       |
| 10                       | Jazeman Jaafar                                           | 5                        | NS                       | 6                        | –                        | –                        | –                        | 18                       |
| 11                       | Ian Rodríguez                                            | –                        | –                        | –                        | 6                        | 6                        | NS                       | 16                       |
| Poz.                     | Kierowca                                                 | LEC                      | IMO                      | MNZ                      | CAT                      | SPA                      | POR                      | Punkty                   |

| Legenda     | Legenda                  |
| Oznaczenie  | Wyjaśnienie              |
| ----------- | ------------------------ |
| Złoty       | Zwycięstwo               |
| Srebrny     | 2. miejsce               |
| Brązowy     | 3. miejsce               |
| Zielony     | Miejsce punktowane       |
| Niebieski   | Miejsce niepunktowane    |
| Niebieski   | Niesklasyfikowany (NS)   |
| Różowy      | Nie ukończył (NU)        |
| Czarny      | Zdyskwalifikowany (DK)   |
| Czarny      | Wykluczony (WYK)         |
| Biały       | Nie wystartował (NW)     |
| Biały       | Wyścig odwołany (OD)     |
| Bez koloru  | Wycofany (WYC)           |
| Bez koloru  | Nie został zgłoszony (–) |
| Pogrubienie | Pole position            |

#### Zespoły
| Poz.                     | Zespół                        | Samochód                 | LEC                      | IMO                      | MNZ                      | CAT                      | SPA                      | POR                      | Punkty                   |
| Klasyfikacja ogólna LMP2 | Klasyfikacja ogólna LMP2      | Klasyfikacja ogólna LMP2 | Klasyfikacja ogólna LMP2 | Klasyfikacja ogólna LMP2 | Klasyfikacja ogólna LMP2 | Klasyfikacja ogólna LMP2 | Klasyfikacja ogólna LMP2 | Klasyfikacja ogólna LMP2 | Klasyfikacja ogólna LMP2 |
| ------------------------ | ----------------------------- | ------------------------ | ------------------------ | ------------------------ | ------------------------ | ------------------------ | ------------------------ | ------------------------ | ------------------------ |
| 1                        | #9 Prema Racing               | Oreca 07                 | 1                        | 1                        | 5                        | 1                        | 3                        | 1                        | 125                      |
| 2                        | #65 Panis Racing              | Oreca 07                 | 3                        | 4                        | 2                        | 2                        | 4                        | 2                        | 94                       |
| 3                        | #22 United Autosports         | Oreca 07                 | 7                        | 2                        | 4                        | 4                        | 1                        | NS                       | 73                       |
| 4                        | #37 COOL Racing               | Oreca 07                 | 5                        | 3                        | 8                        | 3                        | 5                        | 3                        | 70                       |
| 5                        | #28 IDEC Sport                | Oreca 07                 | 4                        | 5                        | 1                        | 13                       | NS                       | 7                        | 53                       |
| 6                        | #34 Racing Team Turkey        | Oreca 07                 | 6                        | 7                        | 7                        | 10                       | 6                        | 6                        | 38                       |
| 7                        | #19 Algarve Pro Racing        | Oreca 07                 | 2                        | 8                        | 10                       | 12                       | 8                        | 5                        | 37                       |
| 8                        | #43 Inter Europol Competition | Oreca 07                 | 11                       | 9                        | 11                       | 16                       | 2                        | 4                        | 32                       |
| 9                        | #88 AF Corse                  | Oreca 07                 | 8                        | 14                       | 12                       | 5                        | 7                        | 8                        | 25                       |
| 10                       | #30 Duqueine Team             | Oreca 07                 | 12                       | 6                        | NS                       | 6                        | 9                        | 9                        | 20                       |
| 11                       | #21 Mühlner Motorsport        | Oreca 07                 | 9                        | 11                       | 3                        | 9                        | NS                       | NS                       | 19                       |
| 12                       | #24 Nielsen Racing            | Oreca 07                 | 13                       | 12                       | 6                        | 7                        | 11                       | 10                       | 15                       |
| 13                       | #47 Algarve Pro Racing        | Oreca 07                 | 17                       | 15                       | 9                        | 8                        | 10                       | NS                       | 7                        |
| 14                       | #31 TDS Racing x Vaillante    | Oreca 07                 | 10                       | 10                       | 13                       | 11                       | 12                       | 11                       | 4                        |
| 15                       | #35 BHK Motorsport            | Oreca 07                 | 14                       | 16                       | 14                       | 15                       | 13                       | 12                       | 0                        |
| 16                       | #51 Team Virage               | Oreca 07                 | 15                       | NS                       | 15                       | 14                       | 14                       | NS                       | 0                        |
| 17                       | #40 Graff Racing              | Oreca 07                 | 16                       | 13                       | 16                       | –                        | –                        | –                        | 0                        |
| Klasyfikacja LMP2 Pro-Am |                               |                          |                          |                          |                          |                          |                          |                          |                          |
| 1                        | #34 Racing Team Turkey        | Oreca 07                 | 1                        | 1                        | 2                        | 4                        | 1                        | 1                        | 130                      |
| 2                        | #88 AF Corse                  | Oreca 07                 | 2                        | 5                        | 4                        | 1                        | 2                        | 2                        | 101                      |
| 3                        | #24 Nielsen Racing            | Oreca 07                 | 4                        | 3                        | 1                        | 2                        | 4                        | 3                        | 97                       |
| 4                        | #31 TDS Racing x Vaillante    | Oreca 07                 | 3                        | 2                        | 5                        | 5                        | 5                        | 4                        | 75                       |
| 5                        | #47 Algarve Pro Racing        | Oreca 07                 | 7                        | 6                        | 3                        | 3                        | 3                        | NS                       | 59                       |
| 6                        | #51 Team Virage               | Oreca 07                 | 5                        | NS                       | 6                        | 6                        | 6                        | NS                       | 34                       |
| 7                        | #40 Graff Racing              | Oreca 07                 | 6                        | 4                        | 7                        | –                        | –                        | –                        | 26                       |
| Poz.                     | Zespół                        | Samochód                 | LEC                      | IMO                      | MNZ                      | CAT                      | SPA                      | POR                      | Punkty                   |

| Legenda     | Legenda                  |
| Oznaczenie  | Wyjaśnienie              |
| ----------- | ------------------------ |
| Złoty       | Zwycięstwo               |
| Srebrny     | 2. miejsce               |
| Brązowy     | 3. miejsce               |
| Zielony     | Miejsce punktowane       |
| Niebieski   | Miejsce niepunktowane    |
| Niebieski   | Niesklasyfikowany (NS)   |
| Różowy      | Nie ukończył (NU)        |
| Czarny      | Zdyskwalifikowany (DK)   |
| Czarny      | Wykluczony (WYK)         |
| Biały       | Nie wystartował (NW)     |
| Biały       | Wyścig odwołany (OD)     |
| Bez koloru  | Wycofany (WYC)           |
| Bez koloru  | Nie został zgłoszony (–) |
| Pogrubienie | Pole position            |

### LMP3

#### Kierowcy
| Poz. | Kierowca                                                | LEC | IMO | MNZ | CAT | SPA | POR | Punkty |
| ---- | ------------------------------------------------------- | --- | --- | --- | --- | --- | --- | ------ |
| 1    | Malthe Jakobsen Maurice Smith Michael Benham            | 1   | 3   | NS  | 3   | NS  | 1   | 86     |
| 2    | Charles Crews Guilherme Oliveira Nicolas Pino           | DK  | 8   | 1   | 1   | 1   | NS  | 79     |
| 3    | Alexander Bukhantsov Sebastián Álvarez                  | 9   | 5   | 8   | 2   | 2   | 6   | 60     |
| 4    | Alex Kapadia Michael Jensen Nick Adcock                 | 3   | 4   | 4   | 6   | 9   | 5   | 59     |
| 5    | Tom Van Rompuy                                          | 9   | 5   | –   | 2   | 2   | 6   | 56     |
| 6    | Andrew Bentley Kay van Berlo                            | 7   | 1   | NS  | NS  | 5   | 4   | 53     |
| 7    | Antoine Doquin Jean-Ludovic Foubert Nicolas Maulini     | NS  | 2   | 6   | NS  | 4   | 3   | 53     |
| 8    | Bailey Voisin Finn Gehrsitz Joshua Caygill              | 2   | NS  | 5   | 9   | NS  | 2   | 48     |
| 9    | Ross Kaiser Terrence Woodward                           | 5   | NS  | 2   | 4   | 7   | NS  | 46     |
| 10   | Mark Richards                                           | 5   | NS  | 2   | 4   | 7   | –   | 46     |
| 11   | Max Koebolt                                             | NS  | 7   | 3   | 7   | 6   | WYC | 35     |
| 12   | Jérôme de Sadeleer                                      | –   | 7   | 3   | 7   | 6   | WYC | 35     |
| 13   | Anthony Wells James Littlejohn                          | 6   | NS  | 7   | –   | 3   | NS  | 29     |
| 14   | James McGuire                                           | 7   | –   | NS  | NS  | 5   | 4   | 28     |
| 15   | Xavier Lloveras                                         | 4   | NS  | NS  | 5   | 10  | 9   | 25     |
| 16   | Glenn van Berlo                                         | 4   | NS  | NS  | 5   | –   | –   | 22     |
| 17   | Austin McCusker Horst Felbermayr Jr. Valentino Catalano | NS  | 6   | NS  | 8   | NS  | 7   | 18     |
| 18   | James Dayson Mateusz Kaprzyk Noam Abramczyk             | 8   | NS  | NS  | 10  | 8   | 8   | 13     |
| 19   | Tom Cloet                                               | 4   | –   | –   | –   | –   | –   | 12     |
| 20   | Freddie Hunt                                            | –   | –   | –   | 5   | –   | –   | 10     |
| 21   | Santiago Concepción Serrano                             | –   | –   | –   | –   | 6   | NS  | 8      |
| 22   | Louis Rousset                                           | –   | –   | –   | 7   | –   | –   | 6      |
| 23   | James Winslow                                           | –   | –   | 8   | –   | –   | –   | 4      |
| 24   | Miguel Cristóvão                                        | –   | –   | –   | –   | 10  | 9   | 3      |
| 25   | Adrien Chila                                            | NS  | NS  | NS  | –   | –   | –   | 0      |
| 26   | Marcos Siebert                                          | NS  | –   | –   | –   | –   | –   | 0      |
| Poz. | Kierowca                                                | LEC | IMO | MNZ | CAT | SPA | POR | Punkty |

| Legenda     | Legenda                  |
| Oznaczenie  | Wyjaśnienie              |
| ----------- | ------------------------ |
| Złoty       | Zwycięstwo               |
| Srebrny     | 2. miejsce               |
| Brązowy     | 3. miejsce               |
| Zielony     | Miejsce punktowane       |
| Niebieski   | Miejsce niepunktowane    |
| Niebieski   | Niesklasyfikowany (NS)   |
| Różowy      | Nie ukończył (NU)        |
| Czarny      | Zdyskwalifikowany (DK)   |
| Czarny      | Wykluczony (WYK)         |
| Biały       | Nie wystartował (NW)     |
| Biały       | Wyścig odwołany (OD)     |
| Bez koloru  | Wycofany (WYC)           |
| Bez koloru  | Nie został zgłoszony (–) |
| Pogrubienie | Pole position            |

#### Zespoły
| Poz. | Zespół                        | Samochód           | LEC | IMO | MNZ | CAT | SPA | POR | Punkty |
| ---- | ----------------------------- | ------------------ | --- | --- | --- | --- | --- | --- | ------ |
| 1    | #17 COOL Racing               | Ligier JS P320     | 1   | 3   | NS  | 3   | NS  | 1   | 86     |
| 2    | #13 Inter Europol Competition | Ligier JS P320     | DK  | 8   | 1   | 1   | 1   | NS  | 79     |
| 3    | #4 DKR Engineering            | Duqueine M30 – D08 | 9   | 5   | 8   | 2   | 2   | 6   | 60     |
| 4    | #5 RLR MSport                 | Ligier JS P320     | 3   | 4   | 4   | 6   | 9   | 5   | 59     |
| 5    | #3 United Autosports          | Ligier JS P320     | 7   | 1   | NS  | NS  | 7   | 4   | 53     |
| 6    | #27 COOL Racing               | Ligier JS P320     | NS  | 2   | 6   | NS  | 4   | 3   | 53     |
| 7    | #2 United Autosports          | Ligier JS P320     | 2   | NS  | 5   | 9   | NS  | 2   | 48     |
| 8    | #6 360 Racing                 | Ligier JS P320     | 5   | NS  | 2   | 4   | 7   | NS  | 46     |
| 9    | #11 Euroinernational          | Ligier JS P320     | NS  | 7   | 3   | 7   | 6   | WYC | 35     |
| 10   | #7 Nielsen Racing             | Ligier JS P320     | 6   | NS  | 7   | –   | 3   | NS  | 29     |
| 11   | #10 Euroinernational          | Ligier JS P320     | 4   | NS  | NS  | 5   | 10  | 9   | 25     |
| 12   | #15 RLR MSport                | Ligier JS P320     | NS  | 6   | NS  | 8   | NS  | 7   | 18     |
| 13   | #14 Inter Europol Competition | Ligier JS P320     | 8   | NS  | NS  | 10  | 8   | 8   | 13     |
| Poz. | Zespół                        | Samochód           | LEC | IMO | MNZ | CAT | SPA | POR | Punkty |

| Legenda     | Legenda                  |
| Oznaczenie  | Wyjaśnienie              |
| ----------- | ------------------------ |
| Złoty       | Zwycięstwo               |
| Srebrny     | 2. miejsce               |
| Brązowy     | 3. miejsce               |
| Zielony     | Miejsce punktowane       |
| Niebieski   | Miejsce niepunktowane    |
| Niebieski   | Niesklasyfikowany (NS)   |
| Różowy      | Nie ukończył (NU)        |
| Czarny      | Zdyskwalifikowany (DK)   |
| Czarny      | Wykluczony (WYK)         |
| Biały       | Nie wystartował (NW)     |
| Biały       | Wyścig odwołany (OD)     |
| Bez koloru  | Wycofany (WYC)           |
| Bez koloru  | Nie został zgłoszony (–) |
| Pogrubienie | Pole position            |

### LMGTE

#### Kierowcy
| Poz. | Kierowca                                           | LEC | IMO | MNZ | CAT | SPA | POR | Punkty |
| ---- | -------------------------------------------------- | --- | --- | --- | --- | --- | --- | ------ |
| 1    | Christian Ried Gianmaria Bruni Lorenzo Ferrari     | 2   | NS  | 2   | 1   | 5   | 5   | 82     |
| 2    | Frederik Schandorff Mikkel Jensen                  | 5   | DK  | 3   | 4   | 1   | 3   | 78     |
| 3    | Michelle Gatting Sarah Bovy                        | 4   | 8   | 5   | NS  | 2   | 1   | 70     |
| 4    | Claudio Schiavoni Davide Rigon Matteo Cressoni     | 7   | 5   | 1   | 6   | 9   | 4   | 63     |
| 5    | Ahmad Al Harthy Marco Sørensen Samuel De Haan      | NS  | 1   | 10  | 10  | 4   | 2   | 59     |
| 6    | Takeshi Kimura                                     | 5   | DK  | 3   | 4   | –   | 3   | 52     |
| 7    | Alessio Picariello Andrew Haryanto Martin Rump     | 8   | NS  | 4   | 5   | 3   | 6   | 49     |
| 8    | Giacomo Petrobelli Sean Hudspeth                   | 10  | 4   | 7   | 3   | 6   | 7   | 48     |
| 9    | Doriane Pin                                        | –   | –   | –   | NS  | 2   | 1   | 44     |
| 10   | Nicolas Varrone                                    | 1   | NS  | 6   | 9   | 10  | 9   | 39     |
| 11   | David Perel Duncan Cameron Matthew Griffin         | 9   | 3   | 8   | 2   | –   | –   | 39     |
| 12   | Pierre Ehret                                       | 1   | NS  | 6   | 9   | 10  | –   | 37     |
| 13   | Henrique Chaves John Hartshorne Jonathan Adam      | 6   | 2   | 11  | 7   | 8   | NS  | 36     |
| 14   | Michael Fassbender Richard Lietz Zacharie Robichon | 3   | 7   | NS  | 8   | 7   | 8   | 35     |
| 15   | Matthew Payne                                      | 10  | 4   | 7   | –   | 6   | 7   | 27     |
| 16   | Memo Gidley                                        | 1   | –   | –   | –   | –   | –   | 26     |
| 17   | Conrad Grunewald                                   | –   | –   | –   | –   | 1   | –   | 26     |
| 18   | Rahel Frey                                         | 4   | 8   | 5   | –   | –   | –   | 26     |
| 19   | Christian Hook Fabrizio Crestani                   | 11  | 6   | 9   | –   | –   | NS  | 10     |
| 20   | Óscar Tunjo                                        | 11  | 6   | –   | –   | –   | –   | 8      |
| 21   | Gabriele Lancieri                                  | –   | NS  | 6   | –   | –   | –   | 8      |
| 22   | Diego Alessi                                       | –   | –   | –   | 9   | 10  | 9   | 5      |
| 23   | Jeroen Bleekemolen                                 | –   | –   | 9   | –   | –   | NS  | 2      |
| Poz. | Kierowca                                           | LEC | IMO | MNZ | CAT | SPA | POR | Punkty |

| Legenda     | Legenda                  |
| Oznaczenie  | Wyjaśnienie              |
| ----------- | ------------------------ |
| Złoty       | Zwycięstwo               |
| Srebrny     | 2. miejsce               |
| Brązowy     | 3. miejsce               |
| Zielony     | Miejsce punktowane       |
| Niebieski   | Miejsce niepunktowane    |
| Niebieski   | Niesklasyfikowany (NS)   |
| Różowy      | Nie ukończył (NU)        |
| Czarny      | Zdyskwalifikowany (DK)   |
| Czarny      | Wykluczony (WYK)         |
| Biały       | Nie wystartował (NW)     |
| Biały       | Wyścig odwołany (OD)     |
| Bez koloru  | Wycofany (WYC)           |
| Bez koloru  | Nie został zgłoszony (–) |
| Pogrubienie | Pole position            |

#### Zespoły
| Poz. | Zespół                        | Samochód                 | LEC | IMO | MNZ | CAT | SPA | POR | Punkty |
| ---- | ----------------------------- | ------------------------ | --- | --- | --- | --- | --- | --- | ------ |
| 1    | #77 Proton Competition        | Porsche 911 RSR-19       | 2   | NS  | 2   | 1   | 5   | 5   | 82     |
| 2    | #57 Kessel Racing             | Ferrari 488 GTE Evo      | 5   | DK  | 3   | 4   | 1   | 3   | 78     |
| 3    | #83 Iron Lynx                 | Ferrari 488 GTE Evo      | 4   | 8   | 5   | NS  | 2   | 1   | 70     |
| 4    | #60 Iron Lynx                 | Ferrari 488 GTE Evo      | 7   | 5   | 1   | 6   | 9   | 4   | 63     |
| 5    | #69 Oman Racing with TF Sport | Aston Martin Vantage AMR | NS  | 1   | 10  | 10  | 4   | 2   | 59     |
| 6    | #18 Absolute Racing           | Porsche 911 RSR-19       | 8   | NS  | 4   | 5   | 3   | 6   | 49     |
| 7    | #66 JMW Motorsport            | Ferrari 488 GTE Evo      | 10  | 4   | 7   | 3   | 6   | 7   | 48     |
| 8    | #32 Rinaldi Racing            | Ferrari 488 GTE Evo      | 1   | NS  | 6   | 9   | 10  | 9   | 37     |
| 9    | #55 Spirit of Race            | Ferrari 488 GTE Evo      | 9   | 3   | 8   | 2   | –   | –   | 39     |
| 10   | #95 Oman Racing with TF Sport | Aston Martin Vantage AMR | 6   | 2   | 11  | 7   | 8   | NS  | 36     |
| 11   | #93 Proton Competition        | Porsche 911 RSR-19       | 3   | 7   | NS  | 8   | 7   | 8   | 35     |
| 12   | #33 Rinaldi Racing            | Ferrari 488 GTE Evo      | 11  | 6   | 9   | –   | –   | NS  | 10     |
| Poz. | Zespół                        | Samochód                 | LEC | IMO | MNZ | CAT | SPA | POR | Punkty |

| Legenda     | Legenda                  |
| Oznaczenie  | Wyjaśnienie              |
| ----------- | ------------------------ |
| Złoty       | Zwycięstwo               |
| Srebrny     | 2. miejsce               |
| Brązowy     | 3. miejsce               |
| Zielony     | Miejsce punktowane       |
| Niebieski   | Miejsce niepunktowane    |
| Niebieski   | Niesklasyfikowany (NS)   |
| Różowy      | Nie ukończył (NU)        |
| Czarny      | Zdyskwalifikowany (DK)   |
| Czarny      | Wykluczony (WYK)         |
| Biały       | Nie wystartował (NW)     |
| Biały       | Wyścig odwołany (OD)     |
| Bez koloru  | Wycofany (WYC)           |
| Bez koloru  | Nie został zgłoszony (–) |
| Pogrubienie | Pole position            |